# Apologetika
Apologetika (grčki ἀπολογία, hrvatski: "govoreći u obranu", "obrana") je grana teologije. 
Bavi se obranom vjere i vjerničke prakse. Najpoznatija i najrazvijenija je kršćanska apologetika. Osim nje postoje apologetike drugih vjera kao što su judaizam, islam, budizam, hinduizam, bahá'í, indijanske vjere i ostali. Kršćanska je apologetika tijekom stoljeća poprimila mnoge oblike, počevši od Pavla apostola u ranoj crkvi i patrističkih pisaca poput Origena, Augustina Hiponskog, Justina mučenika i Tertulijana, zatim nastavljajući s piscima kao što su Toma Akvinski, Duns Scotus, William of Ockham i Anselm iz Canterburyja tijekom skolastike. Blaise Pascal bio je aktivni kršćanski apologeta prije doba prosvjetiteljstva. U modernom razdoblju kršćanstvo je obranjeno naporima mnogih autora poput GK Chestertona i CS Lewisa, kao i GEM Anscombe. U suvremeno doba kršćanstvo se brani radom osoba poput Normana Geislera, Roberta Barrona, Scotta Hahna, Johna Lennoxa, Leeja Strobela, Francis Collinsa, Alvina Plantinge, Hugha Rossa, Jamesa Whitea, Garyja Habermasa, Franka Tureka, RC Sproula, Ravi Zacharias i William Lane Craig.

## Kršćanstvo
Od 2. stoljeća postoji i posebna vrsta književnog djela koja nosi isto ime. 
Apologetika u kršćanskom pastoralu treba biti usmjerena u dvama pravcima: s jedne strane župnici trebaju župljanima biti spremni odgovoriti o vjeri na pitanja na koja već jesu ili na koja bi mogli naići. S druge strane, jedan viši stupanj apologetskog rada je kad se osposobljava same župljane biti apologetima, čime ih se formira za područje evangelizacije. Najbolje mjesto i vrijeme jest u službi Riječi, no pritom se ne smije dogoditi da se ta služba svede samo na apologetiku. Područja gdje bi se trebala širiti apologetika je župni vjeronauk i kateheza za sve uzrasne kategorije. Važno je pri tom postići kod vjernika da je rimokatoličanstvo nešto što je razumno, a ne samo nešto što se slijepo prihvaća.
Kršćanska apologetika dijeli se na tri dijela:
- demonstratio religiosa - brani se vrijednost religije i nužnost da svaki čovjek vjeruje
- demonstratio christiana - bavi se spasenjskom vrijednošću kršćanstva, odnosno superiornost spram drugim religijama. Vidi kristologija, kršćanska objava
- demonstratio catholica - koja je usmjerena prema nekatolicima

Poznati apologeti su sv. Pavao, sv. Justin Mučenik, sv. Irenej Lionski,  Hipolit Rimski, a u Hrvata Đuro Bašić, Ivan Poljaković, Matija Pavić i drugi.
Apologetika je tradicionalno bila pozitivna u svom izravnom argumentu za kršćanstvo i negativna u svojoj kritici suprotstavljenih uvjerenja. Njegova je funkcija i ojačati vjernika od osobnih sumnji i ukloniti intelektualne smetnje koje koče obraćenje nevjernika. Apologetika je usmjerila težak put između dogmatizma, koji ne shvaća ozbiljno prigovore nekršćana, i iskušenja da potkopa snagu obrane dajući previše skeptiku. Apologetika se rijetko uzimala kao nevjerojatan dokaz kršćanstva; mnogi apologeti vjeruju da inzistiranje na takvom dokazu znači žrtvovanje nadnaravnog elementa čisto racionalnim razmatranjima. Neki su teolozi bili skeptični u pogledu vrijednosti apologetike za religiju utemeljenu na vjeri. 
U Novom zavjetu, apologetika je bila obrana kršćanstva kao kulminacije židovske religije i njezinih proročanstava o mesiji. U ranoj crkvi, apologeti, kao što su Justin Mučenik i Tertullian, branili su moralnu superiornost kršćanstva nad poganstvom i ukazivali na to da je kršćanstvo ispunilo hebrejska biblijska proročanstva. Origen, aleksandrijski filozofski teolog iz 2.–3. stoljeća, naglasio je nadnaravno svjedočanstvo Duha Svetoga u kršćanskom vjerovanju. Platonski teolog Augustin, na prijelazu iz 4. stoljeća, predstavio je kršćanstvo kao Božji odgovor na pad Rimskog Carstva, koji je utjecao na ljudski grijeh. 
U kasnijem srednjem vijeku, apologeti su se usredotočili na superiornost kršćanstva nad suparničkim religijama judaizma i islama. U 13. stoljeću, međutim, Toma Akvinski je razvio još uvijek utjecajnu obranu vjere u Boga temeljenu na aristotelovskim teorijama o prvom uzroku svemira. 
Tijekom protestantske reformacije apologetika je uvelike zamijenjena polemikom, u kojoj su mnoge crkve nastojale braniti svoja posebna uvjerenja, a ne kršćanstvo u cjelini. U 18. stoljeću, Joseph Butler, engleski biskup, susreo se s rastućim izazovom deizma nakon napredovanja znanosti tvrdeći da je nadnaravno kršćanstvo jednako razumno i vjerojatno kao i spoznaje znanosti. Kasniji Englez, William Paley, tvrdio je da svemir koji izlaže dizajn mora imati dizajnera, baš kao što sat podrazumijeva urara. 
U 18. i 19. stoljeću povijesna pouzdanost Evanđelja bila je napadnuta, a apologeti su naglasili poteškoću u objašnjavanju Isusova uskrsnuća i brzog širenja kršćanstva ako se negira nadnaravnost. Moralni argumenti za kršćanstvo utemeljeni na filozofiji religije njemačkog filozofa Immanuela Kanta također su dobili na značaju kako su se pojačali napadi na tradicionalnu povijesnu i metafizičku apologetiku. Na daljnje prigovore kršćanstvu utemeljene na teoriji evolucije, stajalištima njemačkog filozofa Friedricha Nietzschea, marksizmu i psihoanalizi apologeti su se susreli ili pokušajima opovrgavanja temelja na kojima se temelje, ili okretanjem nekih aspekata kritike. u nove argumente povoljne za kršćanstvo. 

## Slični pojmovi
- apologija
- Poslanica Diognetu, veliko apologetsko djelo